# Моё сердце твоё
«Моё сердце твоё» (исп. Mi corazón es tuyo) — мексиканская теленовелла 2014 года, производства продюсера Ана Гарсия Обрегон для киностудии «Televisa», в главных ролях Сильвия Наварро, Хорхе Салинас и Майрин Вильянуэва. Теленовелла является ремейком испанского телесериала «Анна и 7» и выходившая в эфир с 30 июня 2014 по 1 марта 2015 года на «Canal de las Estrellas».

## Сюжет
Фернандо Ласкурайн — недавно овдовевший состоятельный бизнесмен. Пытаясь обуздать непослушный нрав своих семерых детей, нанимает для них няню Ану Леаль, девушку к которой он испытывает влечение. Несмотря на то, что у Аны нет опыта и соответствующего образования, она быстро находит общий язык с детьми Ласкурайн. Когда дом Аны пострадал от наводнения, она вынуждена просить деньги в долг у своего безжалостного босса в ночном клубе «Чикаго», в котором она тайно подрабатывает танцовщицей. Фернандо, запутавшись в своих чувствах, мечется между Аной и коллегой Исабелой. Исабела — образованная женщина, действующая по указке своей матери, которая хочет выдать дочь замуж за миллионера.

## В ролях
- Сильвия Наварро — Ана Леаль
- Хорхе Салинас — Фернандо Ласкурайн
- Майрин Вильянуэва — Исабела Васкес Де Кастро
- Пабло Монтеро — Диего Ласкурайн
- Хорхе Аравена — Анхель Альтамирано
- Адриан Урибе — Хуан «Джонни» Гутьеррес
- Паулина Гото — Стефани «Фанни» Ласкурайн Диез
- Кармен Салинас — Йоланда де Кастро Васкес
- Фабиола Кампоманес — Дженнифер Родригес
- Рафаэль Инклэн — Николаш Ласкурайн
- Поло Морин — Фернандо «Нандо» Ласкурайн Диез
- Марко Корлеоне — Майк
- Хуан Пабло Хил — Леон Гонсалес
- Рене Марадос — Бруно Ромеро
- Лизардо Гуаринос — Энрике Басурто
- Карла Гомес — Эстефания Диез из Ласкурайн
- Эмилио Осорио — Себастьян Ласкурайн Десять
- Даниэла Кордеро — Химена Лухан Ландерос
- Беатрис Морайра — Мануэла
- Исидора Вивеса — Алисия Ласкурайн Десять
- Хосе Пабло Алани — Гильермо «Гий» Ласкурайн Диез
- Мануэль Алан — Алехандро «Алекс» Ласкурайн Диез
- Изабелла Тена — Луз Ласкурайн Десять
- Ана Гарсия Обрегон — Себя
- Карла Фарфан — Лаура